# Bobova
Bobova (em cirílico: Бобова) é uma vila da Sérvia localizada no município de Valjevo, pertencente ao distrito de Kolubara. A sua população era de 324 habitantes segundo o censo de 2011.

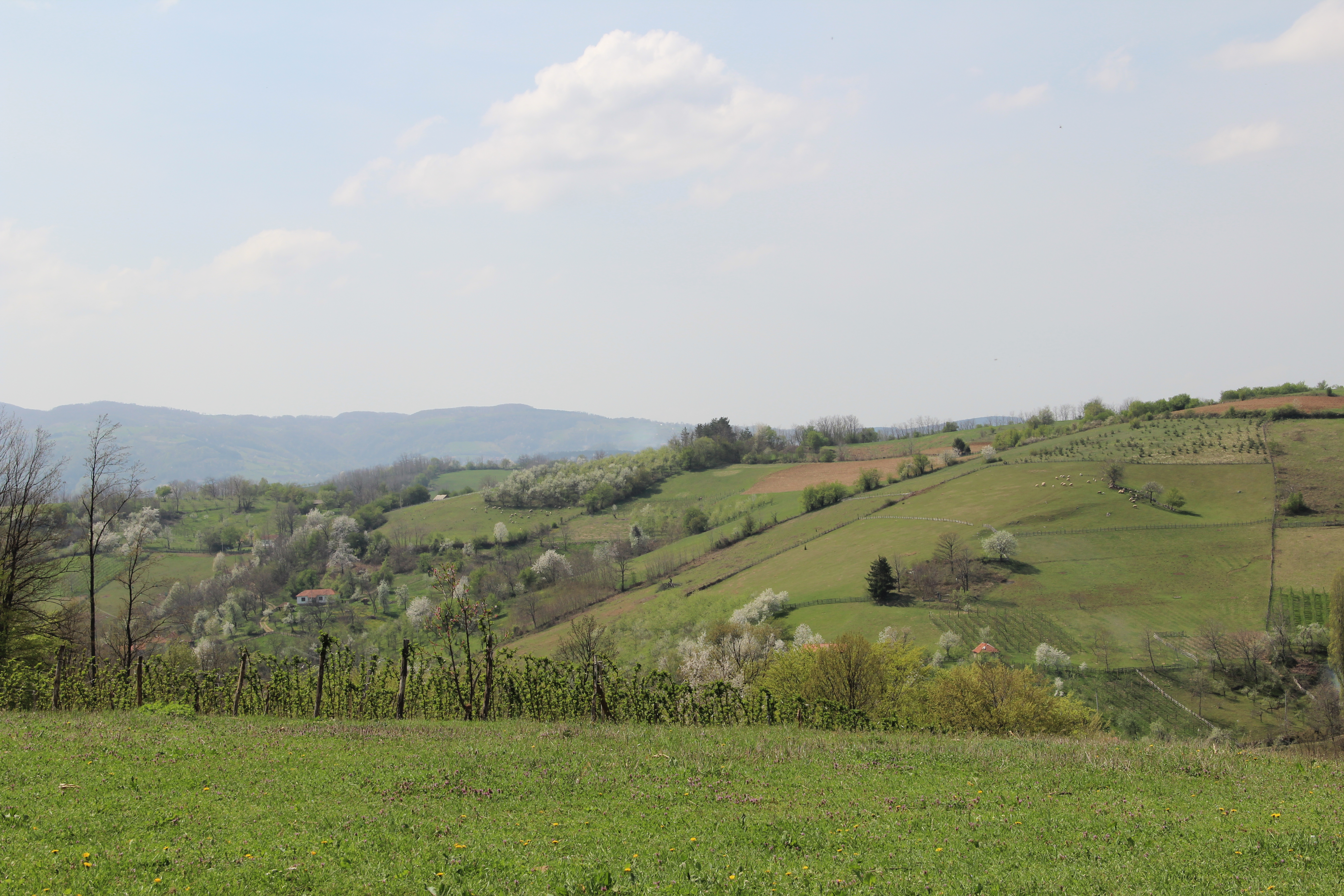
Bobova - panorama
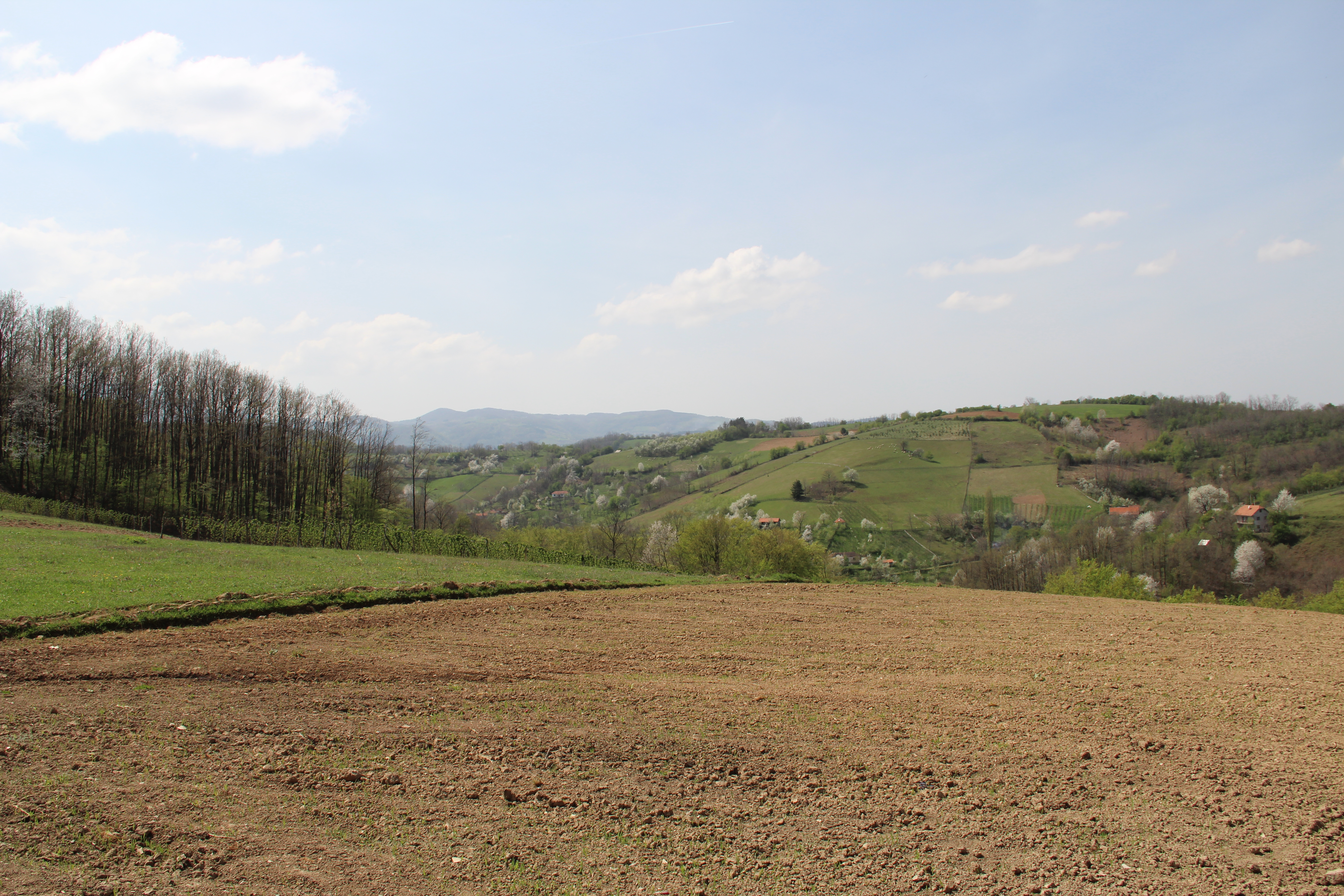
Bobova - panorama
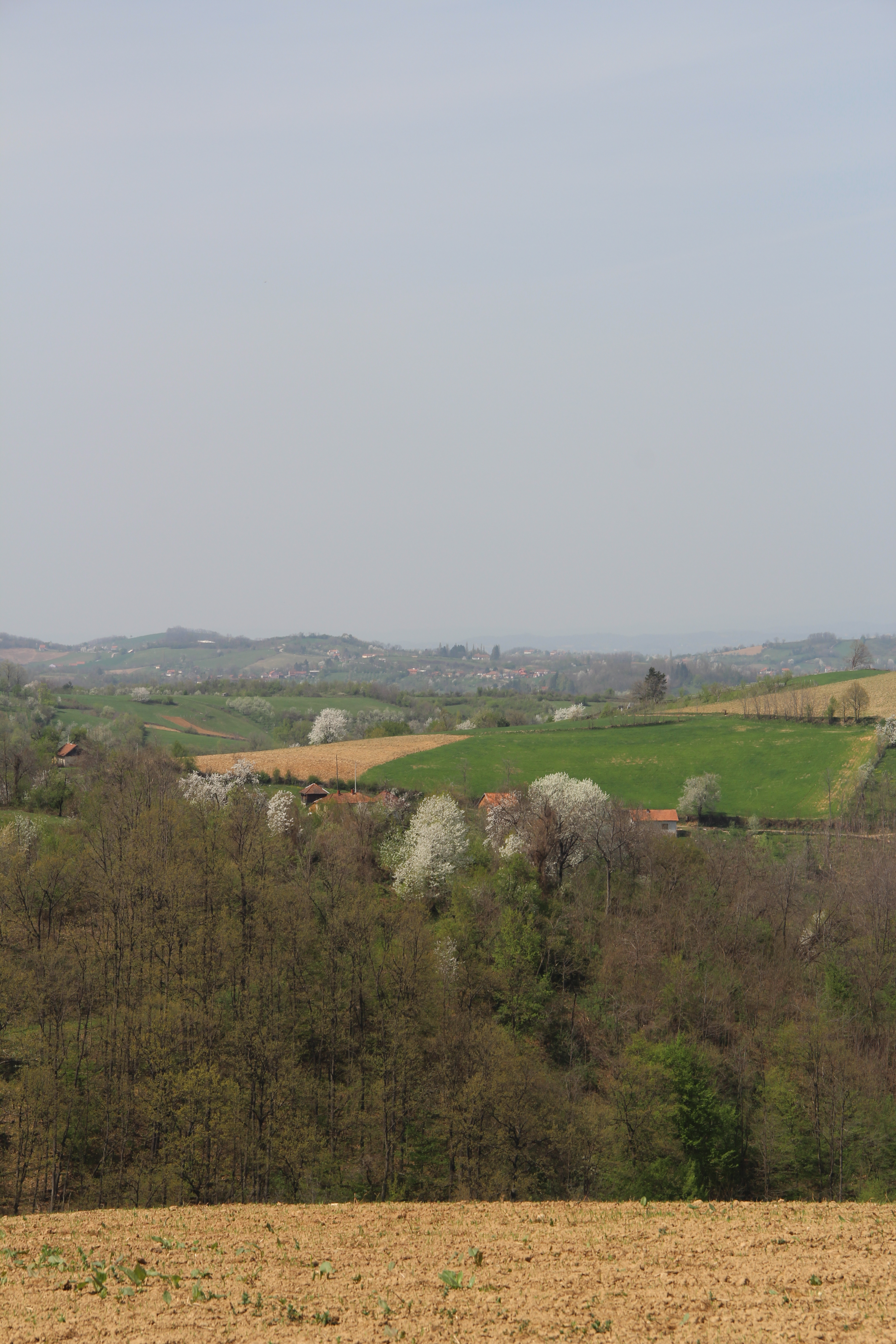
Bobova - panorama
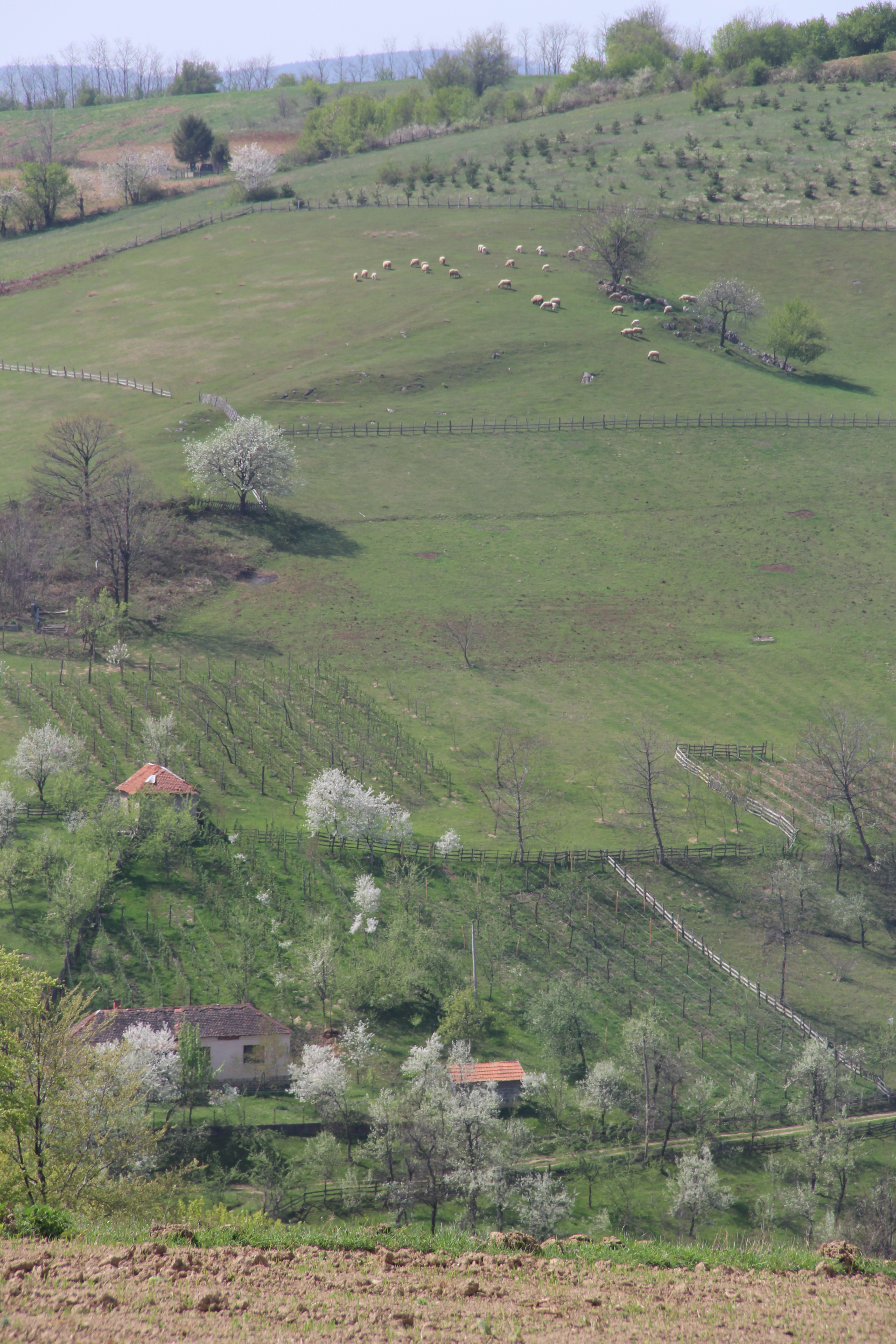
Bobova - panorama
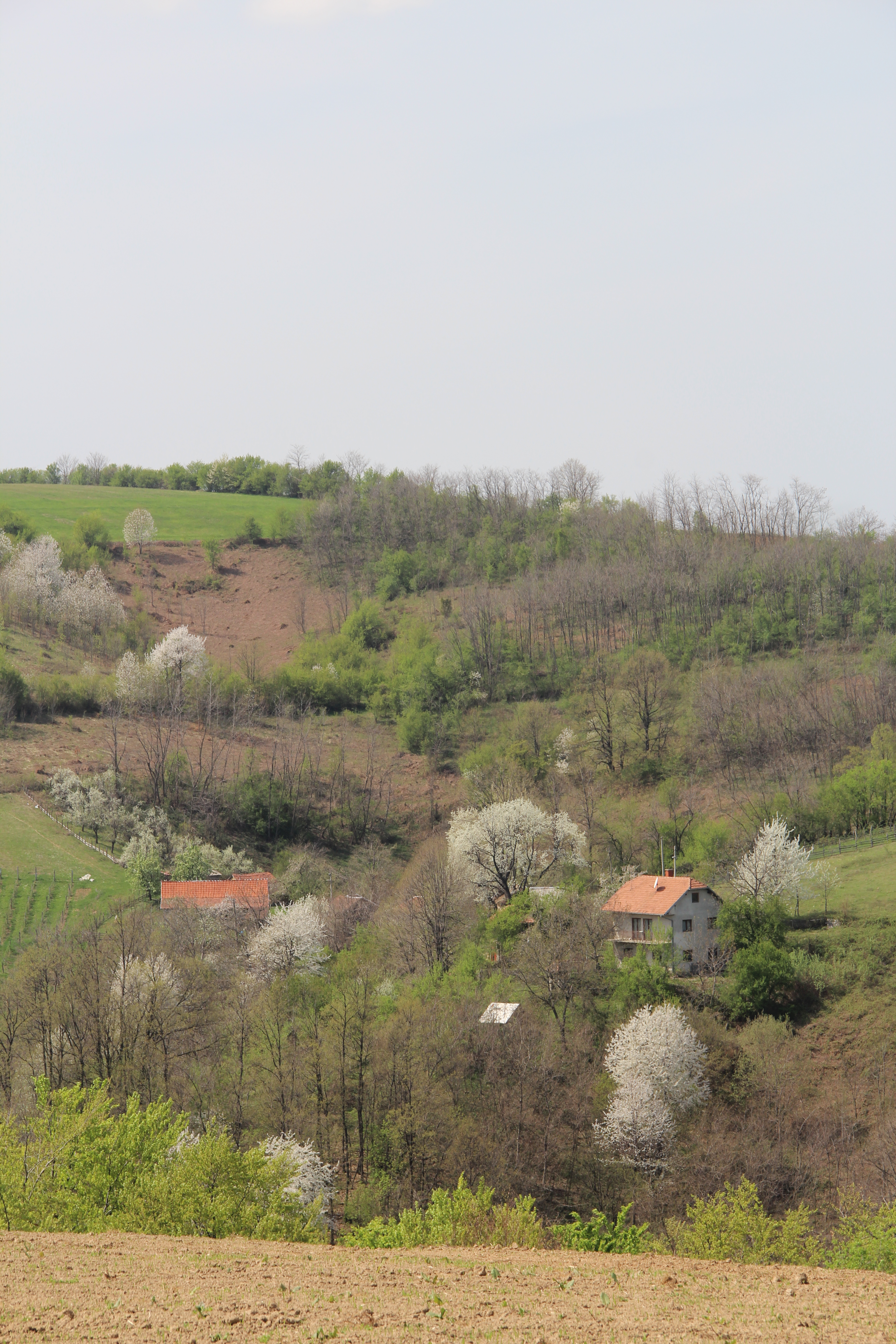
Bobova - panorama
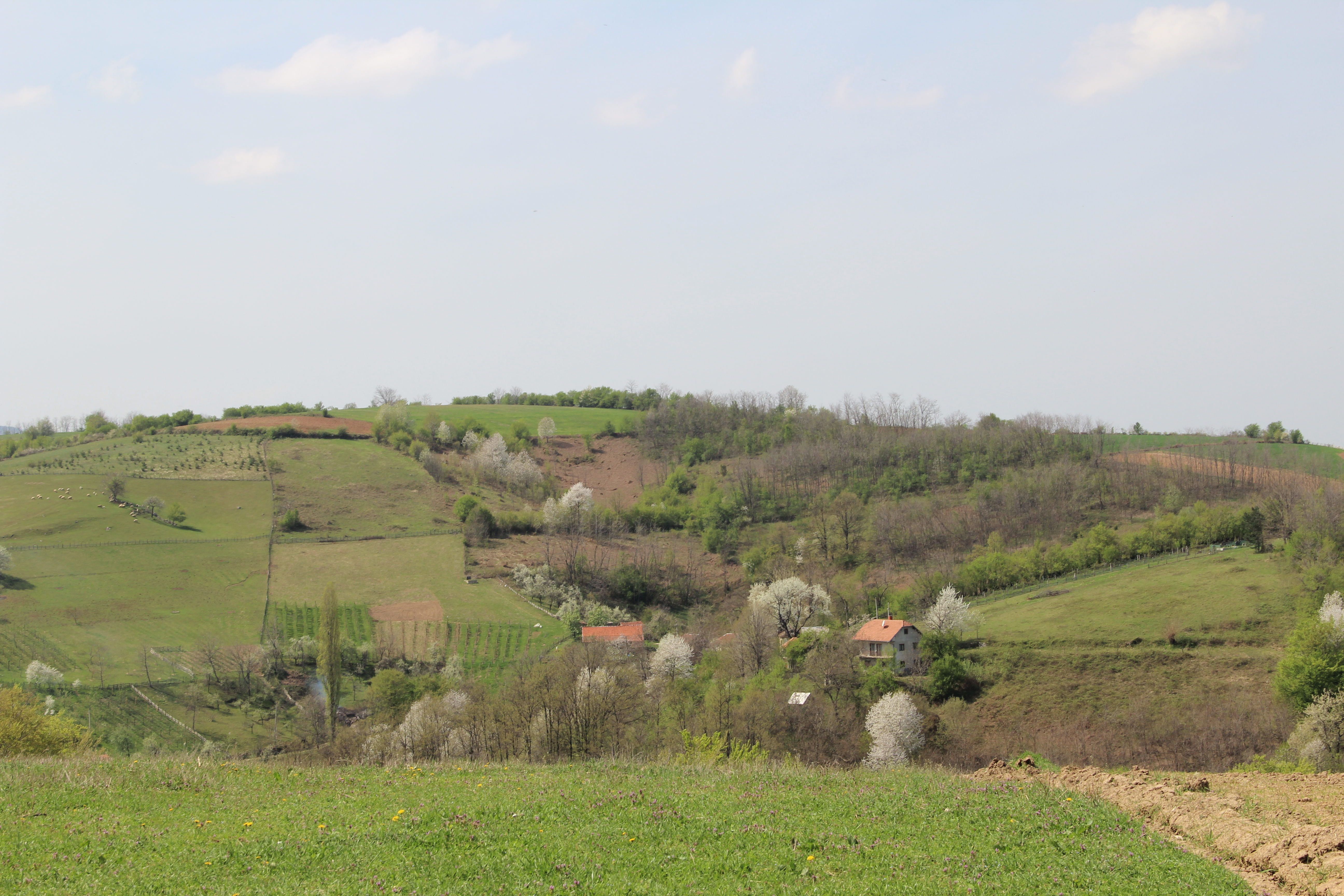
Bobova - panorama
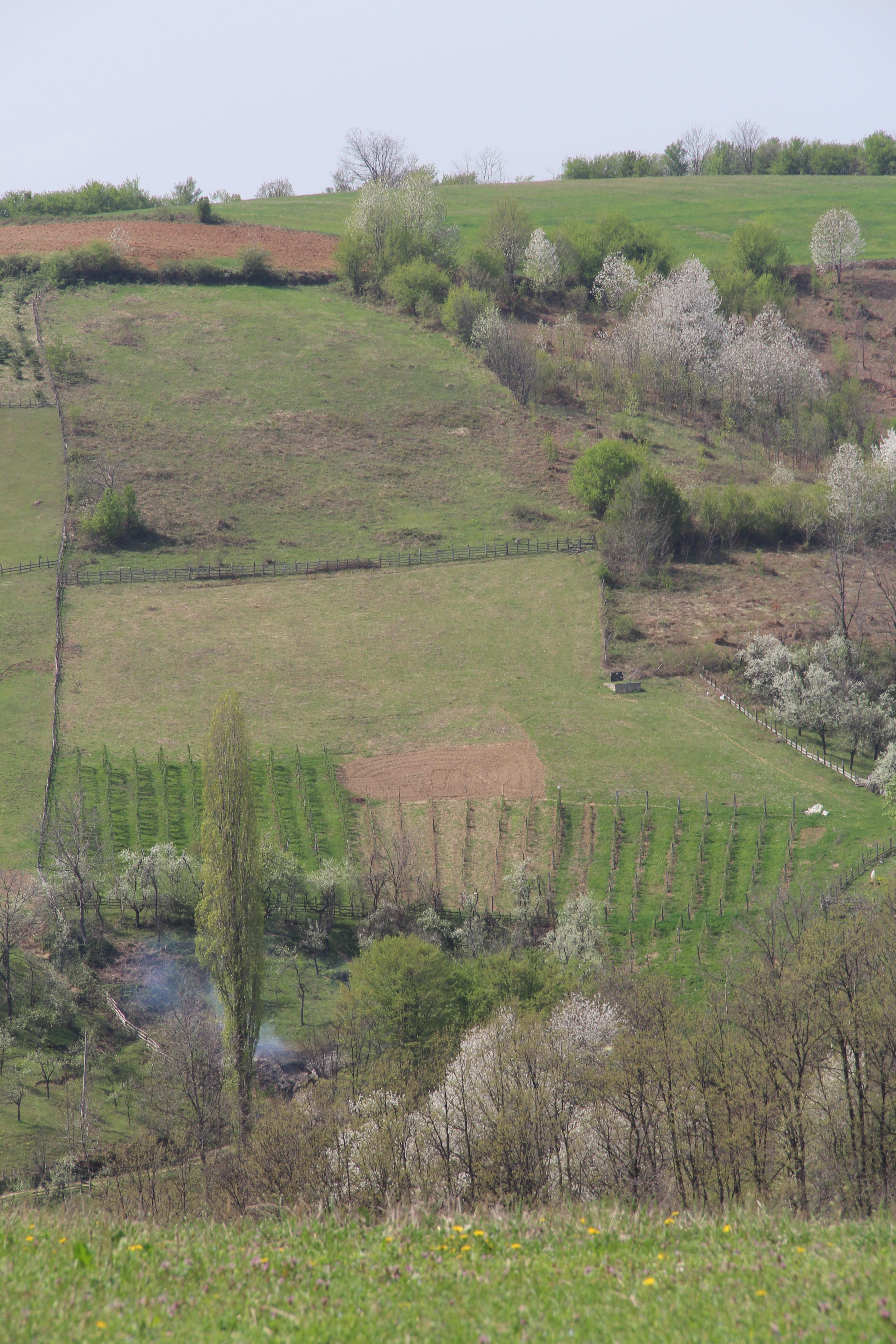
Bobova - panorama
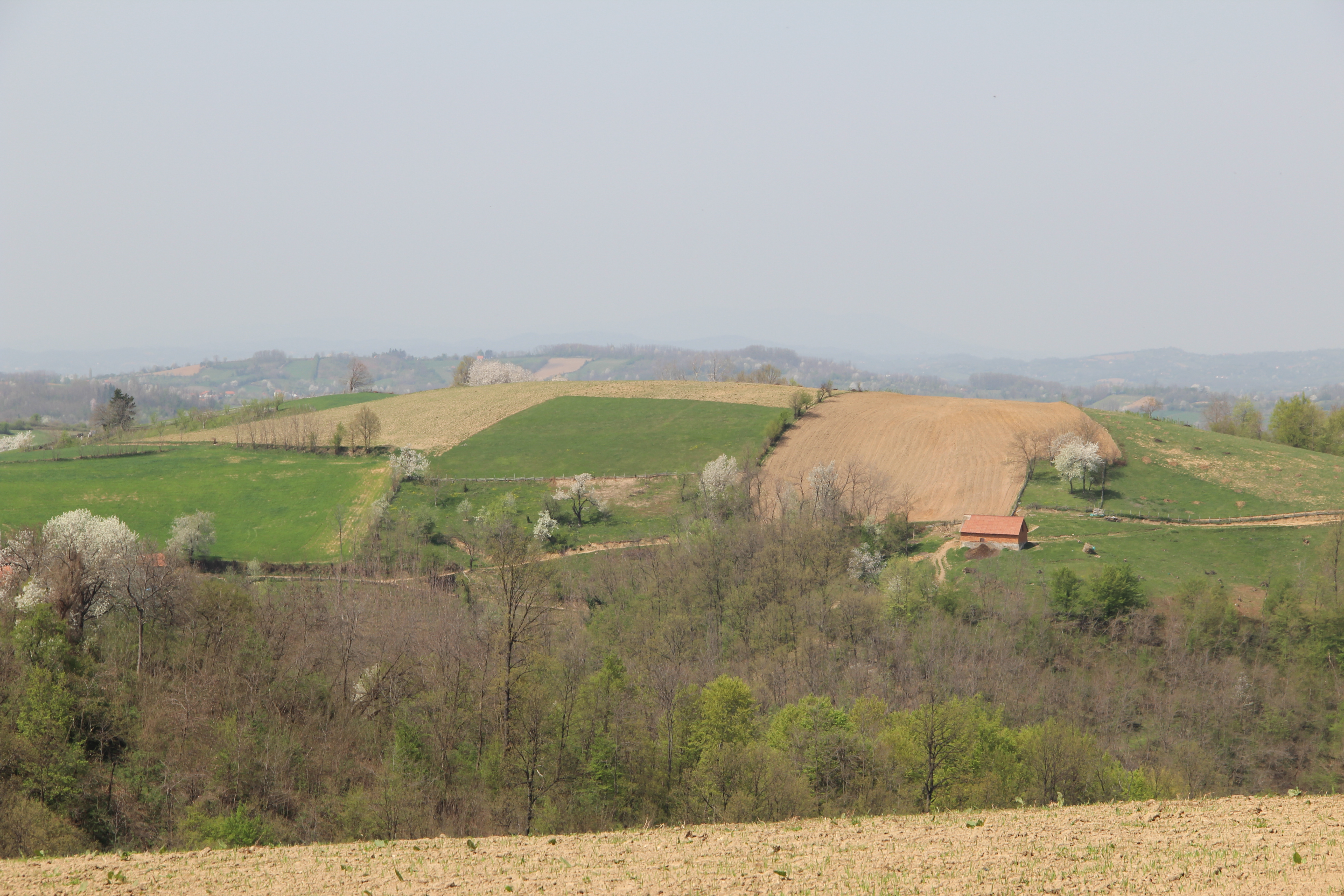
Bobova - panorama

## Demografia
| 1948 | 1953 | 1961 | 1971 | 1981 | 1991 | 2002 | 2011 |
| ---- | ---- | ---- | ---- | ---- | ---- | ---- | ---- |
| 879  | 899  | 828  | 691  | 565  | 479  | 391  | 324  |